# Aculeola nigra
Aculeola nigra, vrsta malenih morskih pasa iz porodice svjetlučavaca (Etmopteridae). Živi na dubinama od 110 - 560 m. uz pacifičku obalu Čilea i Perua.

Jedina je vrsta u svom rodu. Za ljude je bezopasan. Naraste maksimalno do 60 cm dužine.